# Kelly Renee Gissendaner
Kelly Renée Gissendaner (Brookshire, 8. ožujka 1968. – 30. rujna 2015.), bila je jedna od dviju Amerikanki iz Georgije koje su osuđene na smrt i nad kojima je izvršena smrtna kazna. Kelly je osuđena 20. studenog 1998. zbog ubojstva svoga supruga Douga Gissendanera (Doug Gissendaner) izvršenog 7. veljače 1997., a smrtna kazna izvršena je 30. rujna 2015. g. injekcijom pentobarbitala. u Metro State Prisonu u Atlanti, Georgia.
Kelly je tvrdila da je osuđena na smrt zbog ubojstva kojega ona nije počinila.
Jedina žena pogubljena u Georgiji nakon uvođenja elektrokucije bila je Lena Baker, koja je pogubljena 5. ožujka 1945.